# Patrick Mtiliga
Patrick Jan Mtiliga (Koppenhága, 1981. január 28. –) dán válogatott labdarúgó.

## Sikerei, díjai
- FC Nordsjælland
  - Dán bajnok: 2011-12